# Apodynerus icarioides
Apodynerus icarioides är en stekelart som först beskrevs av Charles Thomas Bingham 1897.  Apodynerus icarioides ingår i släktet Apodynerus och familjen Eumenidae. Inga underarter finns listade i Catalogue of Life.